# Suncus megalura
Suncus megalura là một loài động vật có vú trong họ Chuột chù, bộ Soricomorpha. Loài này được Jentink mô tả năm 1888.